# Allt eller inget (TV-serie)
Allt eller inget (engelska: The Full Monty) är en brittisk komedi- och dramaserie för TV. Seriens första säsong som består av åtta avsnitt har premiär på Disney+ den 14 juni 2023. Serien är regisserad av Andrew Chaplin och Catherine Morshead. Simon Beaufoy och Alice Nutter har skrivit manus. Serien är en uppföljare till filmen Allt eller inget från 1997.

## Mottagande
Serien utspelar sig 25 år efter filmen med samma namn, och kretsar kring samma karaktärer och deras familjer i ett postindustriellt Sheffield.

## Rollista (i urval)
- Robert Carlyle - Gary 'Gaz' Schofield
- Mark Addy - Dave
- Tom Wilkinson - Gerald
- Hugo Speer - Guy
- Lesley Sharp - Jean
- Steve Huison - Lomper
- Paul Barber - Horse
- Tupele Dorgu - Yaz
- Talitha Wing - Destiny
- Aiden Cook - Twiglet
- Phillip Rhys Chaudhary - Dilip Amagee